# Oaks Prague
Oaks Prague je stavěný samostatný rezidenční celek nacházející se v krajině u Nebřenic ve Středočeském kraji, jihovýchodně od Prahy. Bude zahrnovat moderní bydlení, k němu také sociální zázemí a sportoviště. Bude zde bydlet kolem 250 rodin, přibližně 700 lidí. Developerem projektu je Arendon Development Company, a.s., která měla na konci roku 2023 záporný vlastní kapitál.
Výstavba páteřní infrastruktury začala v roce 2016. První etapa rezidenční výstavby by měla být dokončena v roce 2022. Zahrnuje 58 bytových jednotek a 3 rodinné domy. V rámci projektu proběhne také rekonstrukce Nebřenického zámku a vybudování wellness centra. Areál svým obyvatelům nabídne i golfové hřiště s licencí PGA National, jezdecké centrum, tenisový klub, mateřskou školu, náměstí s obchody a restauracemi a službu concierge.